# البلدا
البلدا (به اسپانیایی: Albelda) یک شهرستان در اسپانیا است که در استان هوئسکا واقع شده‌است.